# Richard Fricke
Richard Fricke (* 1894; † nach 1948) war ein deutscher Aquarellmaler.
Fricke war in Magdeburg ansässig, wo er die Kunstgewerbe- und Handwerkerschule besuchte. Er nahm 1946 in Magdeburg an der Ausstellung der bildenden Künstler des Bezirks Magdeburg mit dem Ölgemälde Kiefernwald und 1949 an der Landeskunstausstellung Sachsen-Anhalt teil.